# Pitavastatin
Pitavastatin (thường là muối calci) là thành viên của nhóm thuốc giảm cholesterol trong máu của statin.
Giống như các statin khác, nó là chất ức chế men khử HMG-CoA, enzyme xúc tác bước đầu tiên của quá trình tổng hợp cholesterol.
Nó đã được cấp bằng sáng chế vào năm 1987 và được chấp thuận cho sử dụng y tế vào năm 2003. Nó có sẵn ở Nhật Bản, Hàn Quốc và Ấn Độ. Ở Mỹ, nó đã nhận được sự chấp thuận của FDA vào năm 2009. Dược phẩm Kowa là chủ sở hữu của bằng sáng chế Mỹ cho pitavastatin.

## Sử dụng trong y tế
Giống như các statin khác, pitavastatin được chỉ định điều trị tăng cholesterol máu (tăng cholesterol) và để phòng ngừa bệnh tim mạch.
Một nghiên cứu năm 2009 về thử nghiệm LIVES 104 tuần cho thấy pitavastatin làm tăng cholesterol HDL, đặc biệt ở những bệnh nhân có HDL thấp hơn 40   mg / dL, người đã tăng 24,6%, ngoài ra còn giúp giảm đáng kể cholesterol LDL 31,3%. HDL cải thiện ở những bệnh nhân chuyển từ statin khác và tăng theo thời gian. Trong nghiên cứu quan sát CIRCLE 70 tháng, pitavastatin tăng HDL nhiều hơn atorvastatin.
Nó có tác dụng trung tính hoặc có thể có lợi trong việc kiểm soát glucose. Do đó, pitavastatin có khả năng thích hợp cho bệnh nhân mắc hội chứng chuyển hóa cộng với LDL cao, HDL thấp và đái tháo đường. 

## Tác dụng phụ
Các tác dụng phụ thường gặp liên quan đến statin (đau đầu, đau dạ dày, xét nghiệm chức năng gan bất thường và chuột rút cơ bắp) tương tự như các statin khác. Tuy nhiên, pitavastatin dường như dẫn tới tác dụng phụ ít cơ bắp hơn một số statin có tan trong lipid, như là kết quả của sự kiện là pitavastatin là hòa tan trong nước (như pravastatin, ví dụ). Một nghiên cứu cho thấy coenzyme Q 10 không giảm nhiều như với một số statin khác (mặc dù điều này khó có thể xảy ra với hóa học vốn có của con đường khử HMG-CoA mà tất cả các thuốc statin đều ức chế).
Trái ngược với các statin khác, có bằng chứng cho thấy pitavastatin cải thiện tình trạng kháng insulin ở người, với tình trạng kháng insulin được đánh giá bằng phương pháp đánh giá mô hình cân bằng nội môi (HOMA-IR).
Tăng axit uric máu hoặc tăng nồng độ axit uric huyết thanh đã được báo cáo với pitavastatin.

## Trao đổi chất và tương tác
Hầu hết các statin được chuyển hóa một phần bởi một hoặc nhiều enzyme cytochrom P450 ở gan, dẫn đến tăng khả năng tương tác thuốc và các vấn đề với một số loại thực phẩm (như nước ép bưởi). Con đường chuyển hóa chính của pitavastatin là glucuronid hóa. Nó được chuyển hóa tối thiểu bởi các enzyme CYP450 CYP2C9 và CYP2C8, nhưng không phải bởi CYP3A4 (là nguồn tương tác phổ biến trong các statin khác). Do đó, ít có khả năng tương tác với các thuốc được chuyển hóa qua CYP3A4, điều này có thể quan trọng đối với bệnh nhân cao tuổi cần dùng nhiều loại thuốc.

## Lịch sử
Pitavastatin (trước đây gọi là itavastatin, itabavastin, nisvastatin, NK-104 hoặc NKS-104) được phát hiện tại Nhật Bản bởi Nissan Chemical Industries và được phát triển thêm bởi Kowa Enterprises, Tokyo. Pitavastatin đã được FDA chấp thuận sử dụng tại Hoa Kỳ vào ngày 08/03/2009 dưới tên thương mại Livalo. Pitavastatin cũng đã được Cơ quan quản lý thuốc và sản phẩm chăm sóc sức khỏe (MHRA) tại Vương quốc Anh phê duyệt vào ngày 17 tháng 8 năm 2010.

## Tên
Thuốc được tiếp thị ở Hoa Kỳ dưới tên thương mại Livalo, và ở Liên minh Châu Âu và Nga dưới tên thương mại là Livazo.